# Le Grenier de Sébastien
 (septembre 2010).
Si vous disposez d'ouvrages ou d'articles de référence ou si vous connaissez des sites web de qualité traitant du thème abordé ici, merci de compléter l'article en donnant les références utiles à sa vérifiabilité et en les liant à la section « Notes et références ».
 Le Grenier de Sébastien était une émission de télévision de divertissement présentée par Olivier Villa, fils de Patrick Sébastien, émission qui était diffusée sur France 2 à 13h50 du 21 décembre 2009 au 17 septembre 2010.

## Diffusion
Le Grenier de Sébastien a été diffusée sur France 2 d'abord pendant six émissions, à partir du 21 décembre 2009 au 30 décembre 2009. L'émission est de retour toujours sur France 2 mais avec une version plus longue à partir du 26 juillet 2010 jusqu'au 27 août 2010 (25 émissions prévues pour l'été). Puis du 15 septembre 2010 jusqu'au 17 septembre 2010, elle est diffusée en remplacement de Toute une histoire. Faute d'audience, elle est remplacée par Faits divers, le mag à partir du 20 septembre 2010.